# ネーサン・ファラガット・トワイニング
ネーサン・ファラガット・トワイニング（Nathan Farragut Twining、1897年10月11日 - 1982年3月29日）は、アメリカ合衆国の陸軍・空軍軍人。第3代統合参謀本部議長。最終階級は空軍大将。

## 経歴
トワイニングはウィスコンシン州モンローで生まれた。彼は1953年から1957年までアメリカ空軍参謀総長を務め、その後1957年から1960年まで初の空軍出身統合参謀本部議長を務めた。
トワイニングは軍人一家の出身であった。彼の祖先はフレンチ・インディアン戦争の間に陸軍及び海軍に勤務した。ネーサンは自身第一次世界大戦に従軍したが、すぐにウェストポイントの陸軍士官学校へ入学する。戦時中に多くの士官を前線に送り出すために教育課程は短縮させられ、彼はウェストポイントで2年間しか学ばなかった。
1918年に卒業し、歩兵として3年間を過ごした後に陸軍航空部に転属する。続く15年にわたって、トワイニングはテキサス、ルイジアナ、ハワイで戦闘機を操縦し、航空戦略学校と指揮参謀大学で学んだ。ヨーロッパで第二次世界大戦が始まると彼は航空参謀部に配属される。
1941年12月にアジア太平洋地域で日本との戦いが始まると、翌年の1942年には南太平洋に派遣され、連合軍空軍総参謀長に任命された。1943年1月には第13空軍の指揮官となり、同年11月にはジミー・ドーリットルを引き継ぎ第15空軍を指揮し世界中を転任した。
ドイツの降伏後、ヘンリー・アーノルドは日本に対する戦略爆撃手段として第20空軍のB-29を振り向けるため、トワイニングを再び太平洋に転属させる。しかしながら原子爆弾の投下とソビエト連邦の参戦で日本との戦争は終結し、トワイニングの太平洋での任務は短期のものとなった。
トワイニングは航空資材コマンド指揮官に任命され本国に帰国し、1947年にはアラスカ航空軍団の指揮官を引き継いだ。3年後中将として軍を退任する準備が出来ていたが、空軍参謀次長のミュアー・フェアチャイルドが心臓発作で急死し、トワイニングは大将に昇進しフェアチャイルドの後任となった。
ホイト・ヴァンデンバーグが1953年中頃に退役し、トワイニングはその後任として空軍参謀総長に就任する。トワイニングの任期中に空軍力に基づいた大量報復は国家戦略となった。1957年にはアイゼンハワー大統領が彼をアメリカ統合参謀本部議長に任命する。1955年コリアー・トロフィー受賞。
トワイニングは1982年にテキサス州のラックランド空軍基地で死去し、アーリントン国立墓地に埋葬された。